# Glasgow Coma Scale
Die Glasgow Coma Scale (GCS), auch Glasgow-Koma-Skala oder kurz Glasgow-Skala, ist eine einfache Skala zur Abschätzung einer Bewusstseinsstörung. Sie wird häufig in der Intensivmedizin – insbesondere nach einer Schädel-Hirn-Verletzung (Trauma) – verwendet, es lassen sich mit ihr aber auch allgemeine Bewusstseinsstörungen quantifizieren. Hierbei gilt es zu beachten, dass Empfehlungen über zu ziehende intensivmedizinische Konsequenzen (wie etwa eine endotracheale Intubation bei Werten kleiner als 9) lediglich für Patienten mit Schädel-Hirn-Trauma, auch im Rahmen eines Polytraumas, wissenschaftlich validiert sind.
Dieses in der Notfallmedizin und beim Rettungsdienst verbreitete Bewertungsschema zur Beschreibung der Bewusstseinslage als Korrelat der Funktion des zentralen Nervensystems wurde 1974 von Graham Teasdale und Bryan J. Jennett, zwei Neurochirurgen an der Universität Glasgow (Schottland), entwickelt.
Es gibt drei Rubriken, für die jeweils Punkte vergeben werden:
- Augenöffnung (1–4 Punkte)
- Beste verbale Reaktion (1–5 Punkte)
- Beste motorische Reaktion (1–6 Punkte)[2]

Für jede Rubrik werden separat Punkte vergeben und diese anschließend addiert. Die maximale Punktzahl ist 15 (bei vollem Bewusstsein), die minimale 3 Punkte (bei tiefem Koma). Bei 8 oder weniger Punkten ist von einer schweren Funktionsstörung des Gehirns auszugehen und es besteht die Gefahr von lebensbedrohlichen Atmungsstörungen, so dass eine Sicherung der Atemwege durch endotracheale Intubation erwogen werden muss.
Die Glasgow Coma Scale findet zum Beispiel bei der Einschätzung der Schwere eines Schädel-Hirn-Traumas, aber auch allgemein in der Neurologie Verwendung. Sie ist auch Bestandteil anderer Scoring-Systeme (dt. Bewertungssysteme), zum Beispiel des Mainz Emergency Evaluation Scores oder des SAPS Scores.

## Glasgow Coma Scale für Erwachsene
| Punkte   | Augen öffnen     | Verbale Kommunikation             | Motorische Reaktion                                  |
| -------- | ---------------- | --------------------------------- | ---------------------------------------------------- |
| 6 Punkte | —                | —                                 | befolgt Aufforderungen                               |
| 5 Punkte | —                | konversationsfähig, orientiert    | gezielte Schmerzabwehr                               |
| 4 Punkte | spontan          | konversationsfähig, desorientiert | ungezielte Schmerzabwehr                             |
| 3 Punkte | auf Aufforderung | unzusammenhängende Worte          | auf Schmerzreiz Beugesynergismen (abnormale Beugung) |
| 2 Punkte | auf Schmerzreiz  | unverständliche Laute             | auf Schmerzreiz Strecksynergismen                    |
| 1 Punkt  | keine Reaktion   | keine verbale Reaktion            | keine Reaktion auf Schmerzreiz                       |

Beispiel zur Punktberechnung: Wenn eine Person mit geschlossenen Augen sie auf Aufforderung öffnen kann, konversationsfähig und orientiert ist sowie auf einen Schmerzreiz nur ungezielte motorische Abwehrreaktionen zeigt, so erhält sie 3+5+4=12 Punkte auf der GCS.

## Interpretation
Mithilfe der Glasgow Coma Scale lässt sich anschließend der Grad des Schädel-Hirn-Traumas einschätzen:
- leichtes SHT: GCS 15–13
- mittelschweres SHT: GCS 12–9
- schweres SHT: GCS 8–3

## Einschränkungen
Die Verwendung der Glasgow Coma Scale ist bei Kindern unter einem Alter von 36 Monaten wegen der fehlenden verbalen Kommunikationsfähigkeit beschränkt einsetzbar. Deshalb wurde für jüngere Kinder die Pediatric Glasgow Coma Scale entwickelt. Auch bei pflegebedürftigen, desorientierten Menschen ist die GCS nur eingeschränkt aussagefähig. Abgesehen vom Glasgow-Coma-Score ist die Entscheidung über die Behandlung von Trauma-Patienten zusätzlich von klinischen Symptomen und Befunden (CT, MRT etc.) abhängig.